# インドとニウエの関係
インドとニウエの関係（インドとニウエのかんけい）では、インドとニウエの関係性について解説する。

## 歴史
インドとニウエの外交関係は、クック諸島で太平洋諸島フォーラムが行われた際に、インドの外務大臣のエダッパカト・アハメドとニウエの首相のトケ・タランギが、関係を公式化する共同声明に署名したことで、2010年8月30日に設けられた。ニウエと国交を樹立した国としては、インドは6番目である。ニュージーランドのウェリントンにある、インド高等弁務官事務所は、ニウエの高等弁務官事務所も兼任している。1999年3月にスバのインド高等弁務官事務所へ移転するまでは、この高等弁務官事務所はクック諸島も兼任していた。
2013年10月、保健省副大臣のDalton Emani Makamau Tagelagiは第2回アジア・太平洋子どもの権利のための南南協力ハイレベル会合に参加するため、ニューデリーを訪れた。
ニウエは太平洋諸島フォーラムのメンバー国であり、インドはこのフォーラムの公式パートナー国である。二国の関係は、第1次モディ内閣による2014年のインド太平洋諸島協力フォーラム（FIPIC）の開始によりさらに促進された。2014年11月19日、首相のトケ・タランギやその他の高官を含むニウエ代表団が、フィジーのスバでインド首相のモディにより開催された第1回FIPICサミットに参加した。
トケ・タランギはニウエ代表団を率いて2015年8月21日にジャイプルで開かれた第2回FIPICサミットに参加した。

## 貿易
インドとニウエの二国間の貿易は限られている。2014年から2015年までは、インドは2万ドル相当の機械や機械部品をニウエから輸入したが、インドからニウエへの輸出はなかった。2015年から2016年までは、インドがニウエへ4万ドル相当のハンドバッグや馬具などの皮製品を輸出し、ニウエからインドへの輸入はなかった。
第二回FIPICサミットでは、首相のモディはFIPICの貿易事務所をニューデリーにあるFICCI（en:Federation of Indian Chambers of Commerce & Industry）の中に開設する、と述べた。貿易事務所はFIPIC Business Acceleratorと名付けられ、2015年9月7日に正式に開設された。en:Confederation of Indian Industries (CII)もまた、ニューデリーにある本部に、太平洋島嶼国との貿易促進に注力する専門部門を設立した。

## 文化
ニウエは2006年に、限られた数のインド人労働者、インドネシア人労働者、フィリピン人労働者の移民を許可し始めた。これはニュージーランドやオーストラリアへの移民によって引き起こされた労働力不足を埋め合わせるためである。 同じ年の内に、バニラとノニ（ヤエヤマアオキ）を育てるインドとニウエの合弁会社で働くために、20人のインド人シーク教徒が引っ越してきた。ニウエには小さなインド人コミュニティがある。
何人かのインド人が、ニウエにあるLord Liverpool大学に入学した。この大学は韓国系アメリカ人が設立したものである。しかしながら、この学校は開設されてからすぐに閉鎖された。

## 海外援助
2006年、インドはニウエを含む14の太平洋島嶼国それぞれに毎年、助成金10万ドルを提供すると発表した。2009年からは金額が毎年12万5000ドルに増えた。資金は教育機関の家具や備品を買うのに使われたり、監査事務所が監査用ソフトウェアを調達するのに使われたり、外務移民省と財務経済省がコンピューターと付属品を調達するのに使われたり、クック諸島の村人が釣具をアップグレードするのに使われたり、公益施設を建てたりするのに使われた。2014年11月19日の第1回FIPICサミットでは、首相のモディがクック諸島を含む太平洋島嶼国との関係を改善するためにとる多くの措置を発表した。例えばビザ方針の緩和や、太平洋島嶼国への助成金を年20万ドルに増額すること、そして二国間貿易を促進するいくつかの施策や、太平洋島嶼国への開発援助などである。
ニウエの市民は、インド技術経済協力プログラム（en:Indian Technical and Economic Cooperation Programme）の奨学金を受ける対象にあたる。